# Lazonpatak
Lazonpatak (1892-ig Podprocs, szlovákul: Podproč) Nagyolsva településrésze, korábban önálló falu Szlovákiában, az Eperjesi kerület Lőcsei járásában.

## Fekvése
Lőcsétől 14 km-re északkeletre, Nagyolsvától (légvonalban) 3 km-re délkeletre fekszik.

## Története
1314-ben „Lazinovpataka” néven említik először.
A 18. század végén Vályi András így ír róla: „PODPRÓCZ. Orosz falu Szepes Vármegyében, földes Ura Gundelfinger Uraság, lakosai katolikusok leginkább, fekszik Szepes Várallyához fél mértföldnyire; mivel fája épűletre nints, legelője sem épen elég; őszi gabonát meglehetősen terem, második osztálybéli.”
Fényes Elek 1851-ben kiadott geográfiai szótárában így ír a faluról: „Podprócs, tót falu, Szepes vmegyében, Brutocz fil., 76 kath. lak. F. u. Gundelfinger. Ut. p. Lőcse.”
1910-ben 90, túlnyomórészt ruszin lakosa volt. A trianoni diktátum előtt Szepes vármegye Szepesváraljai járásához tartozott.

## Külső hivatkozások
- Lazonpatak Szlovákia térképén

## Lásd még
- Nagyolsva